# Mariä Himmelfahrt (Sinzing)

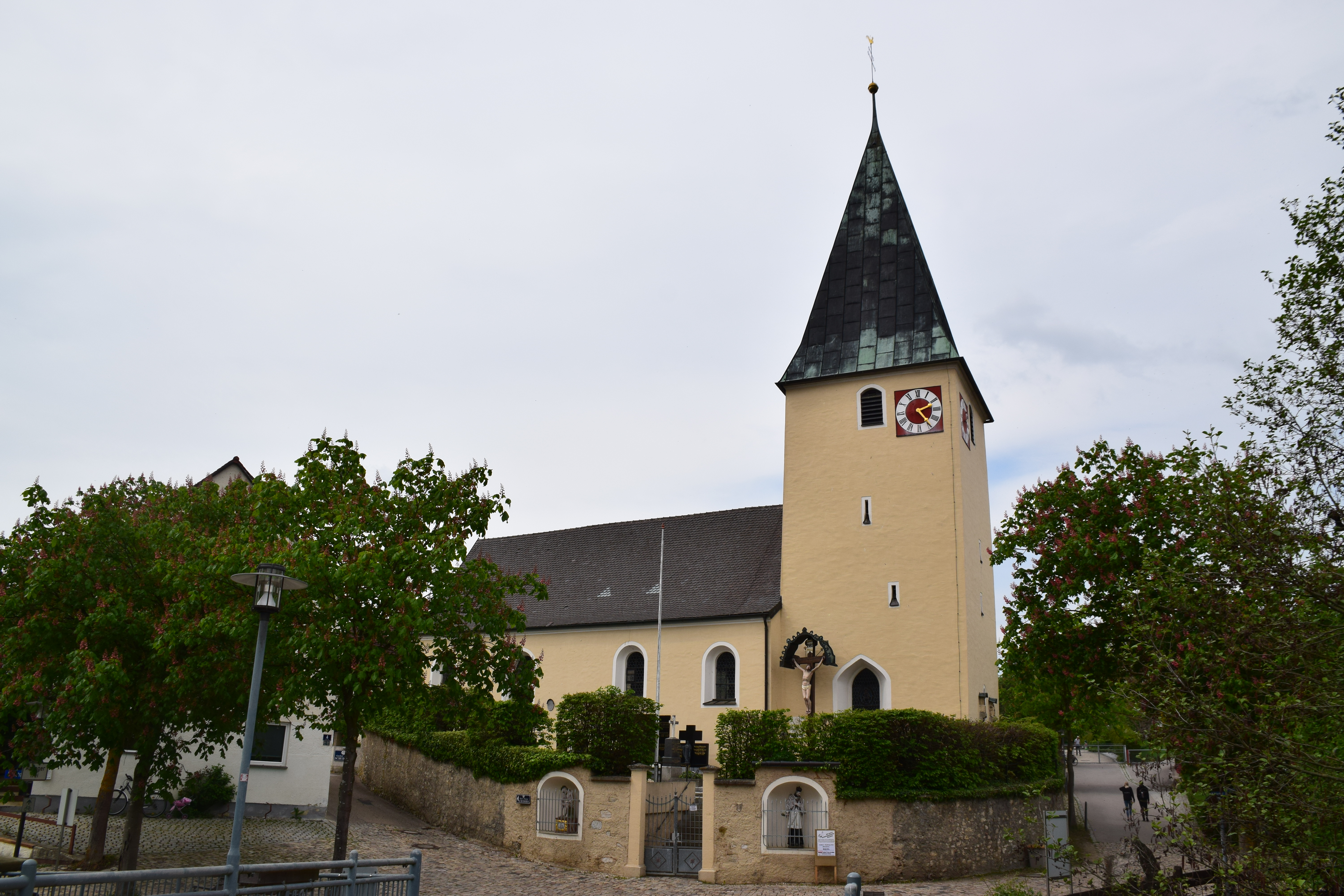
Mariä Himmelfahrt (Sinzing)

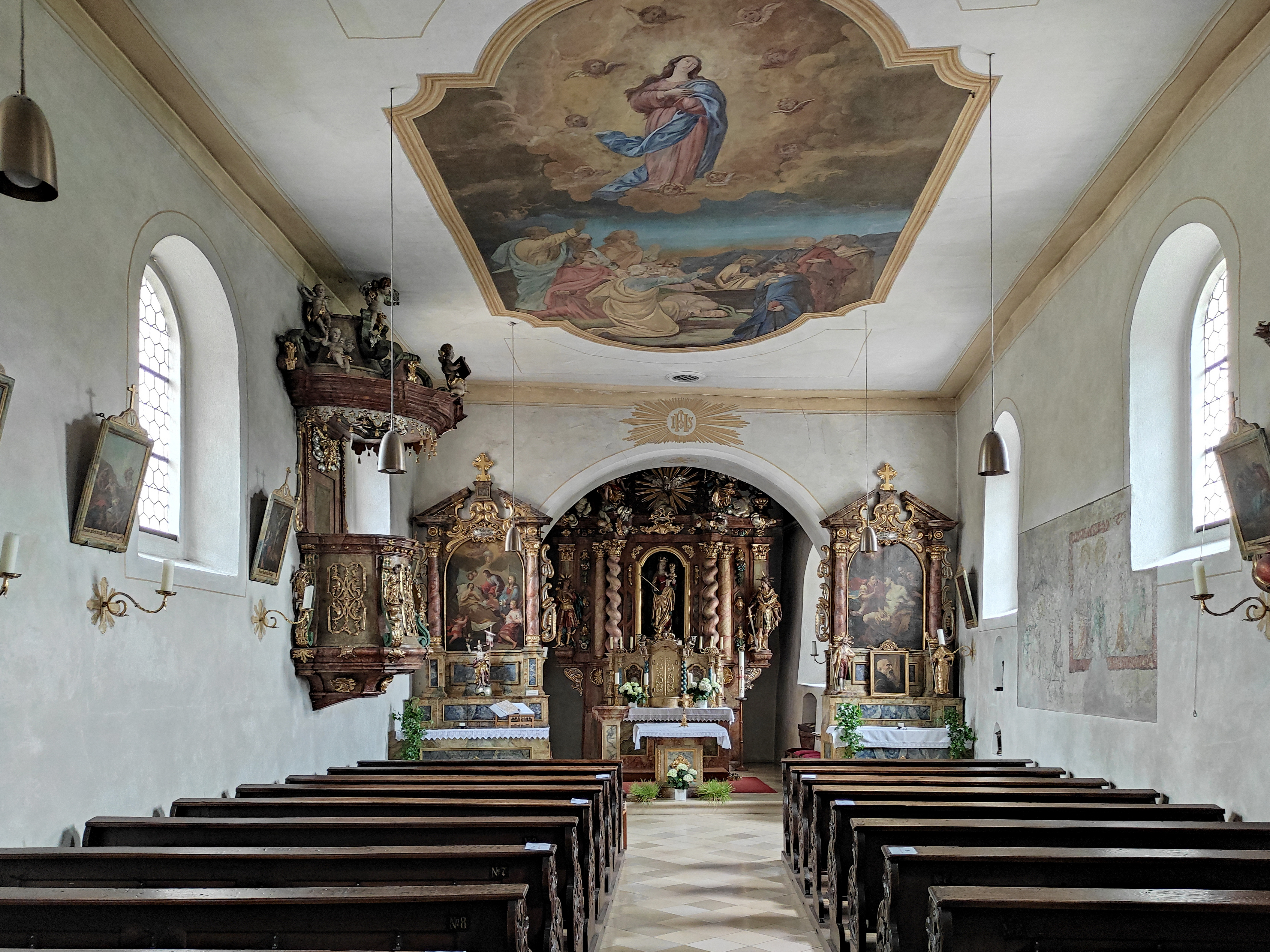
Innenansicht

Die ehemalige römisch-katholische, denkmalgeschützte Pfarrkirche und heutige Friedhofskirche Mariä Himmelfahrt steht in Sinzing, einer Gemeinde im Landkreis Regensburg in der Oberpfalz. Sie ist dem Bistum Regensburg zugeordnet. Das Bauwerk ist unter der Denkmalnummer D-3-75-199-6 als Baudenkmal in die Bayerische Denkmalliste eingetragen.

## Beschreibung
Die Saalkirche wurde im Mittelalter erbaut und im 17./18. Jahrhundert verändert. Sie besteht aus einem Langhaus und einem gotischen Chorturm im Osten, dessen oberstes Geschoss die Turmuhr und den Glockenstuhl beherbergt, in dem zwei Kirchenglocken hängen. Darauf sitzt ein hohes Pyramidendach.
Der Innenraum des Langhauses ist mit einer Flachdecke überspannt, der des Chors, d. h. der des Erdgeschosses des Chorturms, mit einem Spiegelgewölbe. Zur Kirchenausstattung gehört ein Hochaltar, in dessen Nische in der Mitte eine um 1500 entstandene Statue der Maria und seitlich die Statuen von Wetterheiligen stehen. Die Orgel auf der Empore wurde 1978 von Hermann Kloss gebaut.